# カンネート・パヴェーゼ
カンネート・パヴェーゼ（伊: Canneto Pavese）は、イタリア共和国ロンバルディア州パヴィーア県にある、人口約1,300人の基礎自治体（コムーネ）。

## 地理

### 位置・広がり

#### 隣接コムーネ
隣接するコムーネは以下の通り。
- ブローニ
- カスターナ
- チゴニョーラ
- モンテスカーノ
- モントゥ・ベッカリーア
- ストラデッラ

### 気候分類・地震分類
気候分類では、zona E, 2878 GGに分類される。
また、イタリアの地震リスク階級 (it) では、zona 3 (sismicità bassa) に分類される
。

## 行政

### 分離集落
カンネート・パヴェーゼには、以下の分離集落（フラツィオーネ）がある。
- Beria, Ca' Bassa, Caccialupo, Colombarone, Montebruciato, Monteveneroso, Montù de' Gabbi, Casa Bazzini, Casa Zangobbi, Serra, Fornace, Vergomberra, Vigalone